# Basler Papiermühle

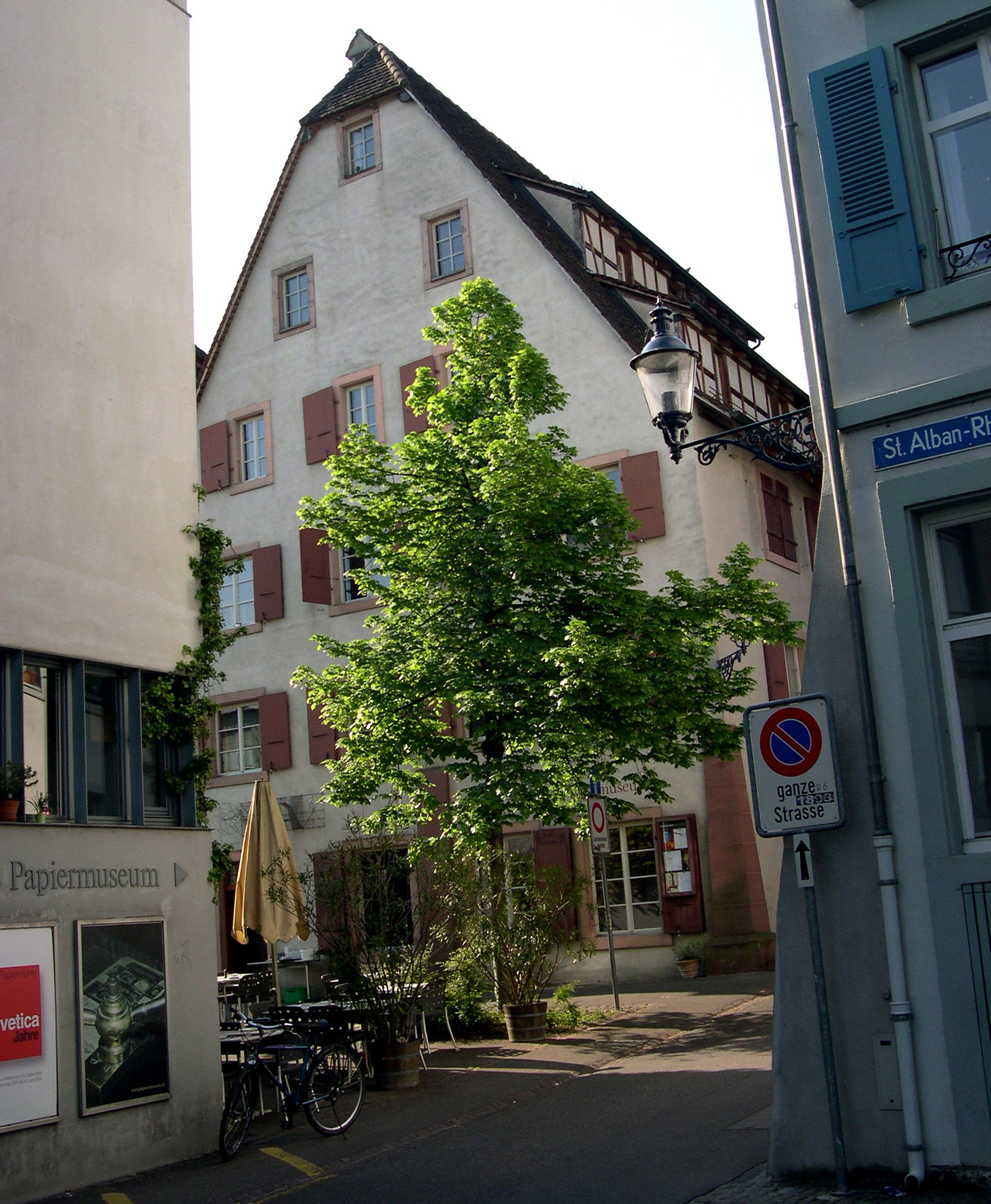
Basler Papiermühle

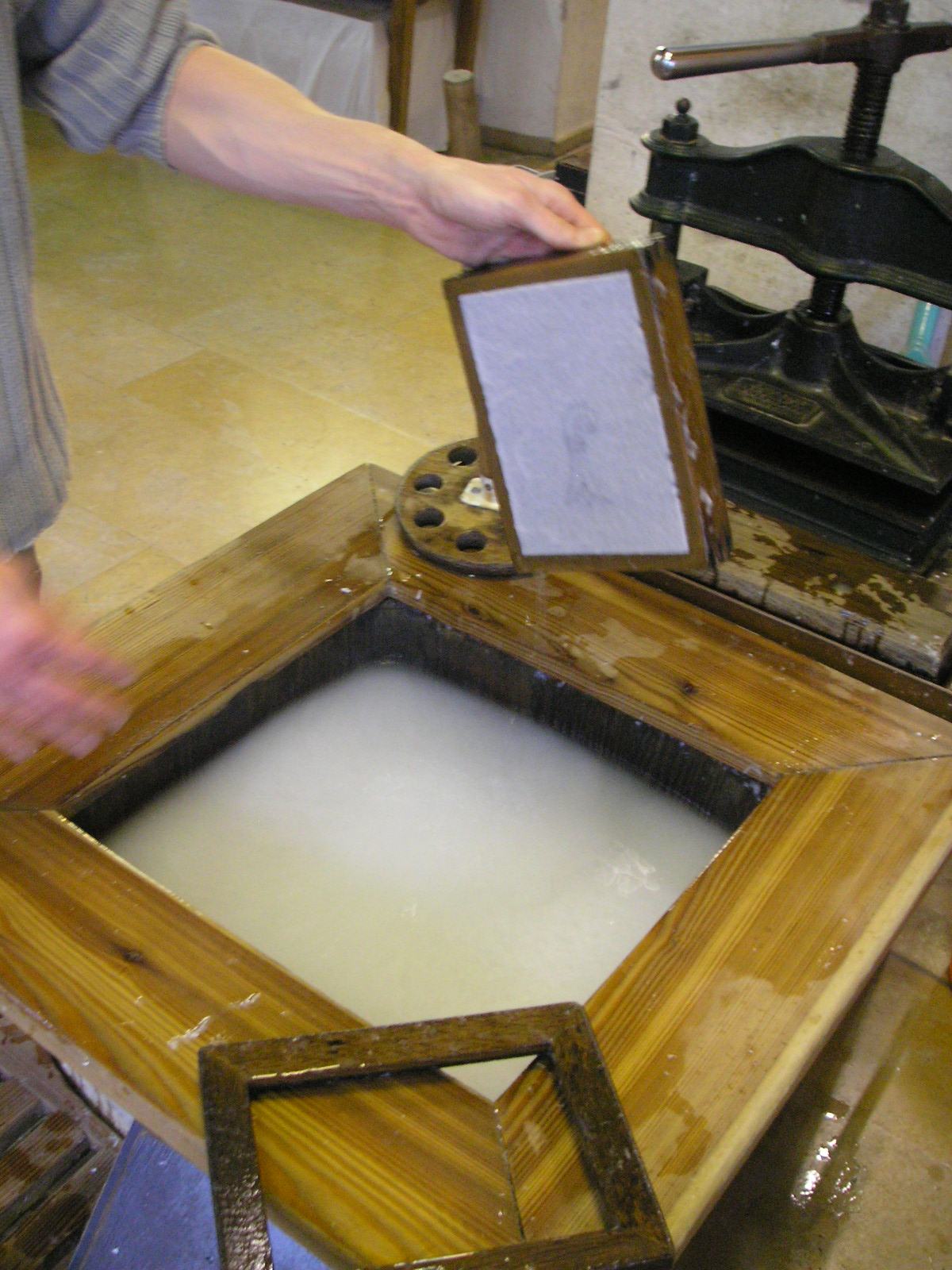
Besucher beim Papierschöpfen

Die Basler Papiermühle, auch Schweizerisches Museum für Papier, Schrift und Druck, ist ein Museum der Schweizer Stadt Basel und widmet sich hauptsächlich der Papierherstellung, der Buchdruckkunst, dem Buchbinden und der Schrift im Allgemeinen.

## Vorgeschichte
Der Chemiker Walter F. Tschudin entwickelte in den Jahren 1937 bis 1963 während seiner beruflichen Tätigkeit in der Applikationsabteilung für Farbstoffe bei der Firma Sandoz AG in Basel ein reges Interesse für papiergeschichtliche Fragen. Er legte 1958 eine umfassende Dokumentation zur Geschichte der Basler Papiermühlen, ihren Betreibern sowie ihren Wasserzeichen und Riesaufdrucken vor. Gleichzeitig trug er wichtige technische Objekte, Gerätschaften und historische Dokumente zusammen, die als Schweizerische Papierhistorische Sammlung im Schweizerischen Museum für Volkskunde an der Augustinergasse eine vorläufige Bleibe fanden. Am 22. Juni 1971 wurde die private Stiftung Basler Papiermühle als Träger gegründet. Zu den Gründern derselben gehörte der Unternehmer Eduard Hoffmann-Feer, der sich als Direktor der Haas’schen Schriftgiesserei für die Einrichtung eines Druckereihandwerks-Museums engagiert hatte und kurz vor der Einweihung des neuen Museums verstarb.

## Beschreibung
Das Museum befindet sich seit 1980 in einem von der Christoph Merian Stiftung detailgetreu restaurierten Gebäude am St. Alban-Teich, einem seit dem 13. Jahrhundert bestehenden Gewerbekanal, und bereits 1453 für die Papierproduktion umgebaut wurde. 
Anlässlich der Ausstellungseröffnung am 19. September 1980 entstand ein handgeschöpftes Büttenpapier, das im Wasserzeichen „die Silhouette der Gallician-Mühle und das Eröffnungsdatum des Museums“ zeigt und mit der Kopie eines zweiteiligen Riesdeckblatt-Aufdrucks aus der Zeit um 1594 bedruckt ist.
In den historischen Räumen erhält man anhand von Bildern und Objekten Einblick in die alten Handwerkstechniken des Papierschöpfens, der Druckerei und des Buchbindens. An der speziell eingerichteten Besucherbütte können Museumsbesucher ihr eigenes Papier schöpfen und im Museum kann man auf einer kleinen Abzugs-Presse dieses Papier bedrucken. Eine Schreibstube ist vorhanden, in welcher man sich als Kalligraf versuchen kann, und auch ein Blatt Marmorpapier kann der Besucher selber herstellen.

## Geschichte

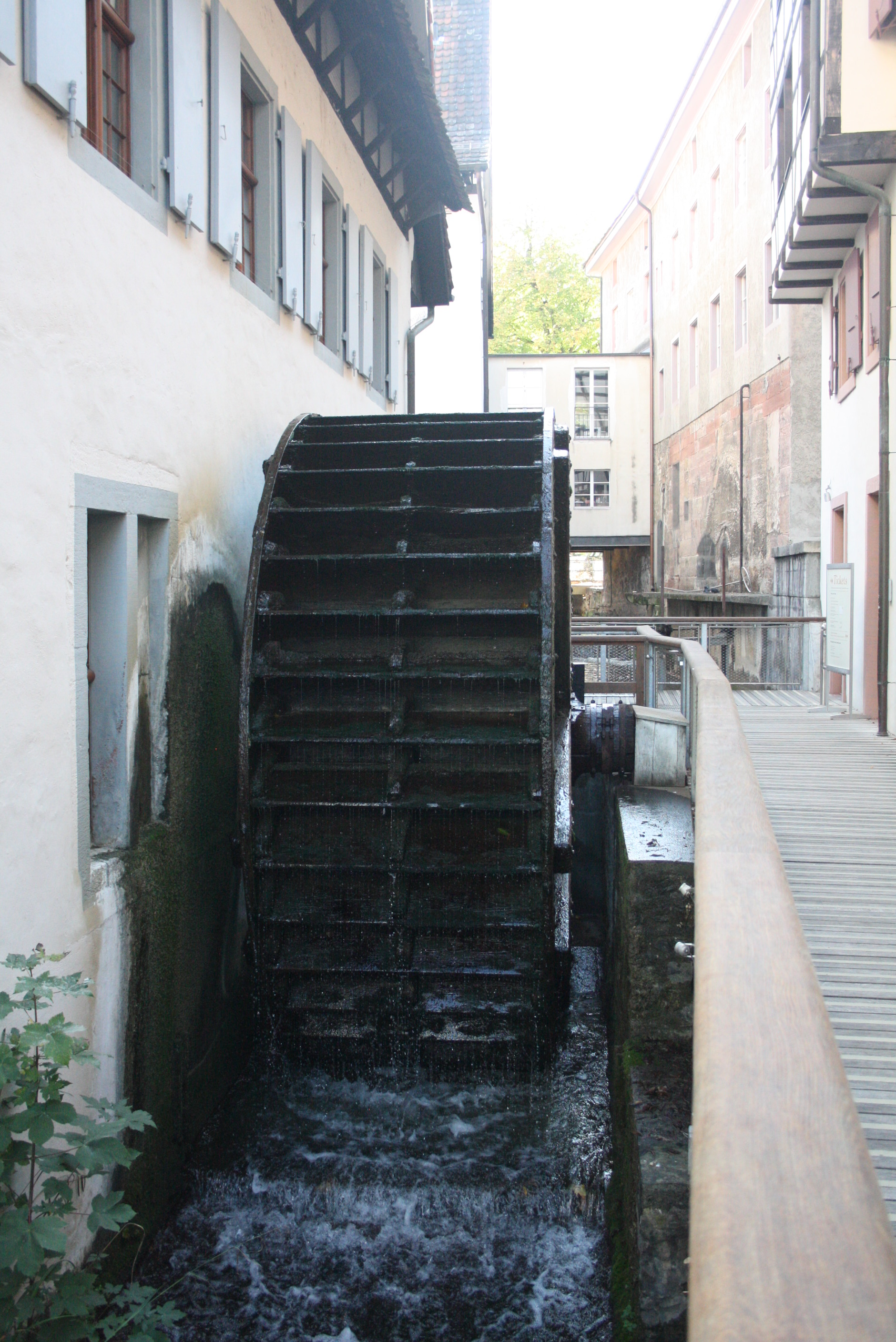
Wasserrad der Papiermühle, 2018

Das Hauptgebäude des heutigen Papiermuseums war ursprünglich eine Kornmühle, die bis 1428 dem Kloster Klingental gehörte. 1453 wurde sie durch Anton Gallizian zu einer Papiermühle umgebaut. Die Ära der Papierdruckerfamilie Gallizian endete 1521 infolge eines politischen Umsturzes. Die Mühle wurde danach vor allem durch die Familie Thüring (Düring) weiter ausgebaut. 1778 übernahm der Buchhändler und Verleger Johann Christoph Imhof-Burckhardt die Mühle. Er ersetzte 1788 den am Kanal gelegenen Fabrikationsteil durch einen zweistöckigen Bau mit einem dreigeschossigen Dachstuhl. 1850 bezog die Tabakfabrik der Gebrüder Hugo das Gebäude. Ab 1957 diente es als Lagerraum, bis zur Restaurierung des Gebäudes und zur Einrichtung des Museums im Jahr 1980.
Im Jahr 2011 wurden die Gebäude umfassend saniert und das Museum erweitert. Die Ausstellung wurde komplett überarbeitet und klarer gegliedert. Heute befindet sich im Hauptgebäude (Gallizian-Mühle) das eigentliche Museum mit allen Werkstätten sowie ein Veranstaltungsraum. In der benachbarten Stegreif-Mühle sind ein Café und die Eingangskasse untergebracht. In der südlich von der Gallizian-Mühle gelegenen Rych-Mühle befinden sich der Shop und die Museumswerkstätten. Dort ist auch eine Langsieb-Papiermaschine aus dem Jahr 1964 zu besichtigen.

## Bestände
- Sammlung des Papierhistorikers Alfred Nadler (1898 bis 1980) mit einem Umfang von über 15000 Blättern, zu dessen Hauptwerk „die Erforschung der Geschichte der Papiermühlen Bayerns“[6] gehörte.
- Buntpapiersammlung des ehemaligen Gewerbemuseums Basel